# Mellita isometra
Mellita isometra is een zee-egel uit de familie Mellitidae.
De wetenschappelijke naam van de soort werd in 1990 gepubliceerd door Harold & Telford.